# Hertha-Lore Borkhardt
Hertha-Lore Borkhardt (* 16. September 1939 in Sachsen) ist eine deutsche Mikrobiologin.

## Leben und Wirken
Hertha-Lore Borkhardt wurde 1939 geboren. Sie besuchte von 1945 bis 1953 die 32. Mittelschule „Sieben Schwaben“ und von 1953 bis 1957 das Martin-Andersen-Nexö Gymnasium in Dresden. Hier legte sie 1957 das Abitur ab. Danach studierte sie Medizin an der Medizinischen Akademie Dresden, wo sie auch promoviert wurde. Am Institut für Medizinische Mikrobiologie absolvierte sie ihre Weiterbildung zum Facharzt für Medizinische Mikrobiologie. 1978 wurde Hertha-Lore Borkhardt mit einer Arbeit über Methodische und immunologische Aspekte der spezifischen Serodiagnostik der Treponematosen des Menschen in Dresden habilitiert. In Nachfolge des emeritierten Harald Hudemann wurde sie als Professor für Medizinische Mikrobiologie und Direktorin des gleichnamigen Instituts an die Medizinische Akademie Magdeburg berufen. Borkhardt leitete das Institut bis zur Berufung von Wolfgang König als W3-Professor an die neu gegründete Otto-von-Guericke-Universität. Hertha-Lore Borkhardt war jedoch bis zu ihrer Emeritierung 1999 weiter am Institut tätig. Sie vollendet am 16. September 2009 ihr 70. Lebensjahr.
Ihr Sohn Arndt Borkhardt (* 1963), seit 2006 Direktor der Klinik für Pädiatrische Hämatologie, Onkologie und Klinische Immunologie an der Heinrich-Heine-Universität Düsseldorf, studierte von 1984 bis 1990 an der Medizinischen Akademie Magdeburg.

## Schriften
- Entwicklung und gegenwärtiger Stand der Syphilis Serodiagnostik. In: Z Arztl Fortbild. (Jena). 66 (1972), S. 82–86. PMID 5026645
- mit H. Hudemann, H. Lauf, P. Assmus, L. Claus, R. Ezold und A. Stelzner: Sensitivität und Spezifität klassischer Syphilisreaktionen. In: Z Gesamte Hyg. 20 (1974), S. 48–52. PMID 4828142
- Methodische und immunologische Aspekte der spezifischen Serodiagnostik der Treponematosen des Menschen. Habilitationsschrift. Medizinische Akademie Dresden, 1978.
- mit U. Förster: Vaginale B-Streptokokken-Besiedelung in der Schwangerschaft. In: Zentralbl Gynakol. 110 (1988), S. 174–178. PMID 3284248
- mit H. Struy, M. Zugehör, J. Morenz und E. Grabert: Axialfilament-Antigen-Enzymimmunoassay (AF-ELISA) in der Syphilis Serologie. In: Z Gesamte Hyg. 35 (1989), S. 612–613. PMID 2694650
- Lehrbuch der medizinischen Mikrobiologie für Studenten der Medizin und Zahnmedizin. 2. Auflage. Verlag Wissenschaftliche Scripten, Zwickau 1991, ISBN 3-928921-00-2.
- mit S. Zielinski: Influence of cardiolipin antibodies on the binding of treponemal specific antibodies in the fluorescence treponemal antibody absorption test and the Treponema pallidum immobilisation test. In: J Med Microbiol. 46 (1997), S. 965–972. PMID 9368539, online (PDF-Dokument; 1,1 MB)
- mit S. Zielinski: Studies on the lysozyme independence of immune immobilisation of Treponema pallidum and the frequency of lysozyme autoantibodies in syphilitic sera. In: J Med Microbiol. 46 (1997), S. 669–674. PMID 9511815, online (PDF-Dokument; 900 kB)